# عاصمة التنوير
عاصمة التنوير هي مبادرة اطلقتها الرابطة العربية للتربويين التنويريين على غرار عاصمة الثقافة العربية وعاصمة الثقافة الإسلامية، شرع في تطبيق فكرة عاصمة التنوير سنة 2017م، وجاء ذلك بناءً على اقتراح تقدم به مدير عام الرابطة عبيدة فرج الله لمجلس الأمناء خلال إجتماعهم في عمان، الأردن عام 2016م، يتم بموجبها اختيار وتكريم إحدى المدن العربية، وذلك بناءاً على مستوى ونوعية الجهود المبذولة في مجال التجديد والتنوير والإصلاح الفكري والثقافي والديني، من خلال عدة معايير، أهمها:
- عدد ومستوى المعاهد والمؤسسات المختصة في مجال التجديد والإصلاح الفكري والثقافي والديني.
- عدد ونوعية الإصدارات والمطبوعات الصادرة في مجال التجديد والإصلاح الفكري والثقافي والديني.
- عدد المفكرين المقيمين في المدينة من أصحاب الإسهامات والمشاريع الإصلاحية الفكرية المؤثرة.

حيث يتم الاعتماد في اختيار المدينة على الدراسة التي يتضمنها تقرير حالة التنوير السنوي الذي تصدره الرابطة بعد إجراء الترشيحات من قبل مجلس أمناء الرابطة. وقد تم اختيار مدينة تونس كأول عواصم التنوير لتكون عاصمة التنوير للعام 2017م. حيث أطلقت الرابطة فعالية تونس عاصمة التنوير يوم الإثنين الموافق 2 أكتوبر 2017م بحضور عدد من المؤسسات والشخصيات الفاعلة والمؤثرة وبرعاية والي تونس ممثلا عن الدولة التونسية

## قائمة عواصم التنوير
- 2017: تونس العاصمة  تونس
- 2018: الرباط  المغرب
- 2019: عمّان  الأردن